# Tipula (Eumicrotipula) protrudens
Tipula (Eumicrotipula) protrudens is een tweevleugelige uit de familie langpootmuggen (Tipulidae). De soort komt voor in het Neotropisch gebied.